# Leo Dupont

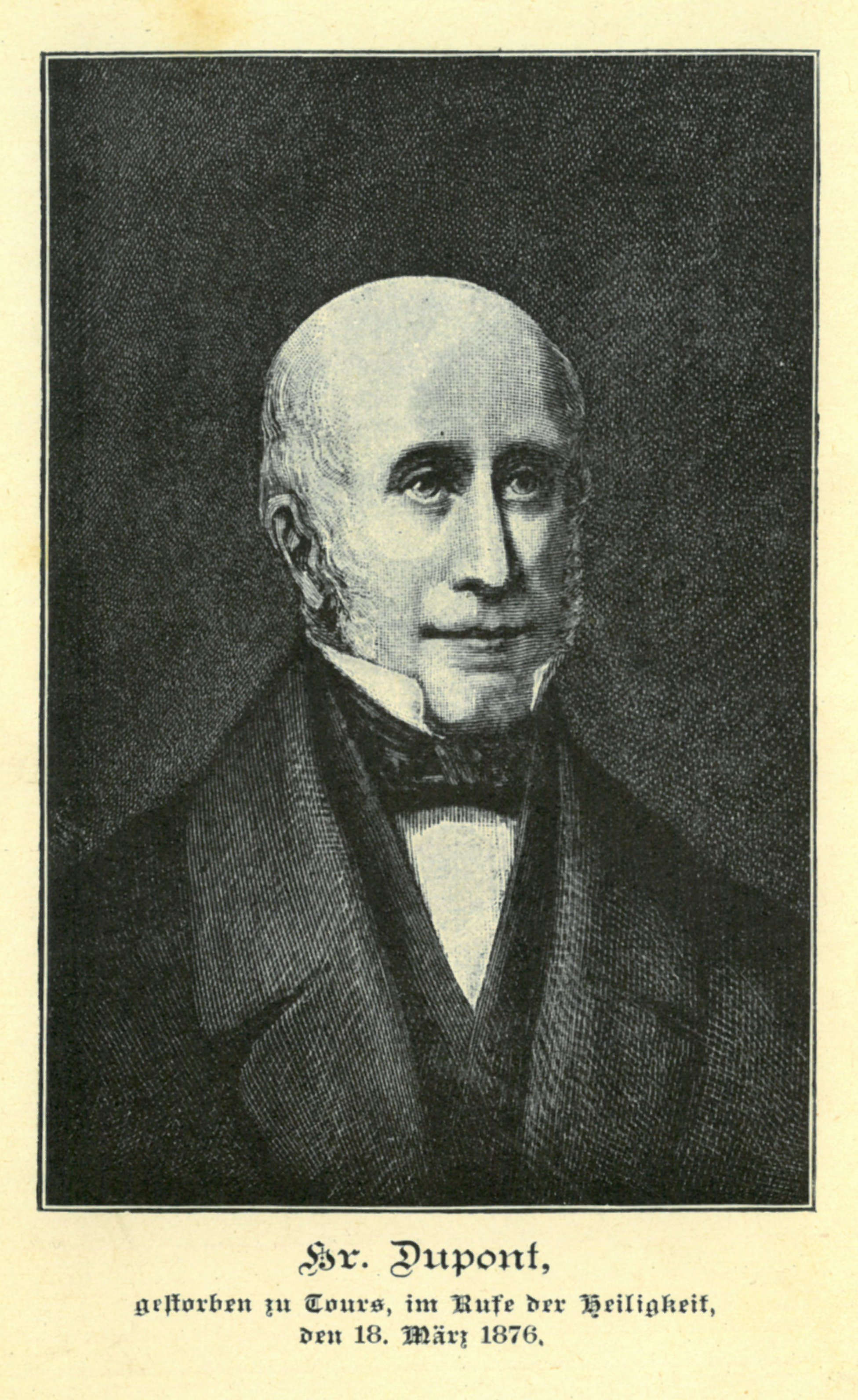
Leo Dupont, Stich nach einem zeitgenössischen Porträt

Leo Dupont (im französischen Sprachraum als Léon Papin Dupont bekannt) (* 24. Januar 1797 in Le Lamentin auf Martinique; † 18. März 1876 in Tours, Frankreich) war ein römisch-katholischer Laie, der im Frankreich des 19. Jahrhunderts die eucharistischen Sühneanbetungen und vor allem die Verehrung des heiligsten Antlitzes Jesu verbreitete.

## Leben
Leo Dupont wurde 1797 auf der Insel Martinique, einer französischen Kolonie, geboren. Seine Familie war wohlhabend und besaß eine Zuckerrohrplantage. Sein Vater war der aus der französischen Bretagne stammende Offizier Nicholas Dupont, seine Mutter war die Kreolin Marie-Louise Gaigneron de Marolles. Als Leo sechs Jahre alt war, starb sein Vater, der seinen riesigen Grundbesitz seiner jungen Frau hinterließ. Leo besuchte die Schule auf Martinique und eine Zeit lang in den USA. Danach ging er zusammen mit seinem Bruder Theobald von 1811 bis 1815 auf das Privatgymnasium von Pontlevoy in der Tourraine (Frankreich). In Paris studierte er dann ab 1818 zusammen mit seinem Bruder Jura.
Leo war ein aufgeschlossener, lebenslustiger junger Mann, der gern in den Pariser Gesellschaften unterwegs war. Er galt als wohlhabend und großzügig. Trotz seines weltlichen Lebens blieb er stets ein treuer Kirchgänger. Die Begegnung mit dem „Hilfswerk der kleinen Savoyarden“ bewirkte jedoch bei dem jungen Studenten einen Sinneswandel; er führte seitdem ein der Frömmigkeit und Wohltätigkeit gewidmetes Leben.
Nach seinem Studium kehrte er nach Martinique zurück und wurde Regierungsrat in Saint-Pierre, der Inselhauptstadt. Leo Dupont dachte darüber nach, Priester zu werden. Aber der Tod seines Bruders im Jahr 1826 und der Wunsch seiner Mutter ließen ihn eine andere Entscheidung treffen. So heiratete er am 9. Mai 1827 die junge Kreolin Caroline d´Audiffredy, die ihm 1832 die gemeinsame Tochter Henriette gebar. Allerdings starb seine Frau nur acht Monate nach der Geburt an Tuberkulose. Nach diesem Schicksalsschlag beschloss Leo Dupont zusammen mit seiner Mutter nach Frankreich überzusiedeln und sich in Tours niederzulassen.
Dort schloss er freundschaftlichen Kontakt mit dem Pfarrer der Kathedrale Saint Gatien und der Oberin der Ursulinen, die ihn auch geistlich begleiteten. Auf ihren Rat ging der Witwer keine neue Ehe ein und entschied sich gegen das Priesteramt, da seine Freunde der Meinung waren, im Laienstand könne er größeren gesellschaftlichen Einfluss entfalten. So zeigte er sich in seinem Alltag als aufrechter und frommer Christ, der regelmäßig zur Beichte und zur Kommunion ging, was zu dieser Zeit in Frankreich eine Seltenheit war. Er beschloss, sich von aller Sünde abzuwenden und sich von weltlichen Gepflogenheiten und gesellschaftlichen Verpflichtungen zu lösen. Er widmete sich dem Studium der Heiligen Schrift, die in einer lateinischen und einer französischen Version in der Mitte seines Zimmers stand.
Außerdem schätzte er äußere Zeichen der Frömmigkeit wie Skapuliere und Medaillen. Besonders versuchte er, den Gebrauch der Benediktus-Medaille zur Bekehrung der Sünder und Abwehr des Satans zu verbreiten. Leo begab sich immer wieder auf Wallfahrten zu französischen Heiligtümern, eine Andachtsform, die im Frankreich des 19. Jahrhunderts kaum noch gepflegt wurde. So machte er sich 1846 kurz nach der Marienerscheinung in La Salette (19. September 1846) dorthin auf den Weg, um als einer der Ersten den Berg der Erscheinung zu erklimmen und persönlich mit den Seherkindern zu sprechen. Auf dem Heimweg von La Salette nach Tours kam es in Ars-sur-Formans zu einer kurzen Begegnung mit Johannes Maria Vianney, dem später heiliggesprochenen Pfarrer von Ars.
Im Jahr 1847 traf Leo Dupont ein weiterer Schicksalsschlag. Seine Tochter starb mit nur 15 Jahren. Sie war das Ebenbild ihrer Mutter und äußerst begabt. Vom Vater und von der Großmutter wurde sie verwöhnt. Leo Dupont befürchtete, dass sie zu sehr den weltlichen Genüssen zugeneigt sei. Daher soll er zu Gott gebetet haben, dass er ihm seine Tochter lieber nehmen solle, als dass sie vom rechten Weg abkomme und weltlichen Eitelkeiten huldige. Kurz darauf erkrankte Henriette plötzlich an Typhus und starb.
Nach dem Tod seiner Tochter wandte er sich mit noch größerem Eifer der Bekämpfung von Not und Elend sowie Sünde und Unglaube zu. Er förderte die Jugend durch die Gründung einer Vinzenzkonferenz und unterstützte die Kleinen Schwestern der Armen, die er nach Tours geholt hatte, finanziell beim Bau eines Heims für Alte, Arme und Kranke und half auch selbst jeden Sonntagabend dort. Seine guten Kontakte zu in der Touraine lebenden Engländern halfen ihm dabei, einige Anglikaner in die römisch-katholische Kirche zurückzuführen. Außerdem widmete er sich ganz besonders seinen drei Hauptanliegen: die nächtliche Sühneanbetung, die Wiederbelebung der Verehrung des heiligen Martin von Tours sowie die Verehrung des heiligsten Antlitzes Jesu Christi.
Nach dem Deutsch-Französischen Krieg von 1870 ging der Pilgerstrom zum heiligen Antlitz in Leo Duponts Salon deutlich zurück. Seine Gichtbeschwerden, die ihn schon seit Längerem plagten, wurden immer stärker. Bald litt er unter einer zunehmenden Lähmung des Körpers, die ihm das Lesen und Schreiben erschwerte. Er lebte immer mehr abgekapselt von seiner Umwelt und widmete sich Tag und Nacht dem Gebet. Von starken Schmerzen gequält bat er mit letzter Kraft um die heilige Kommunion und fiel danach in eine achttägige Agonie, bevor er am 18. März 1876 im Alter von 79 Jahren starb.

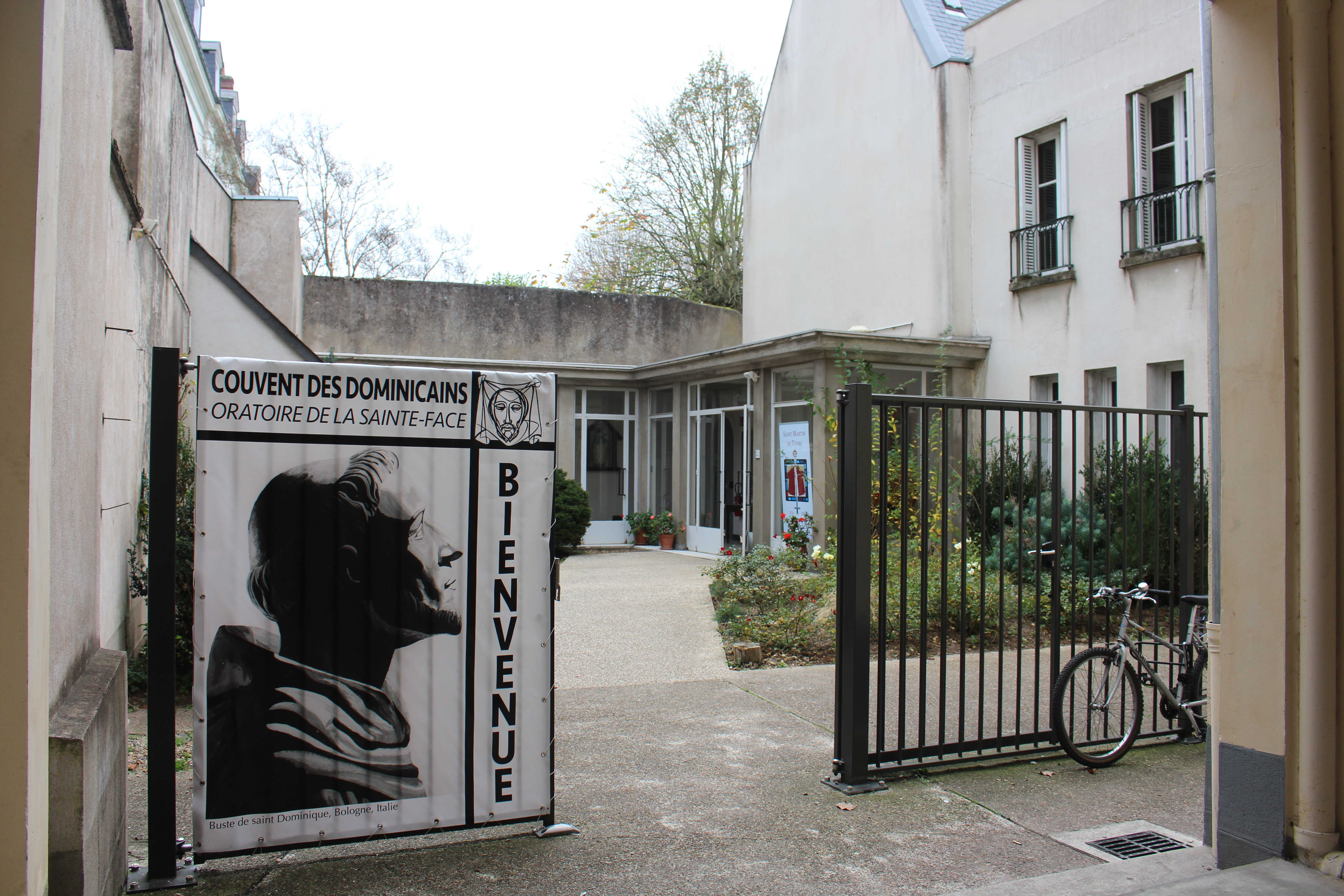
Eingangsbereich zum Oratorium vom heiligsten Antlitz (8 Rue Bernard Palissy, 37000 Tours)
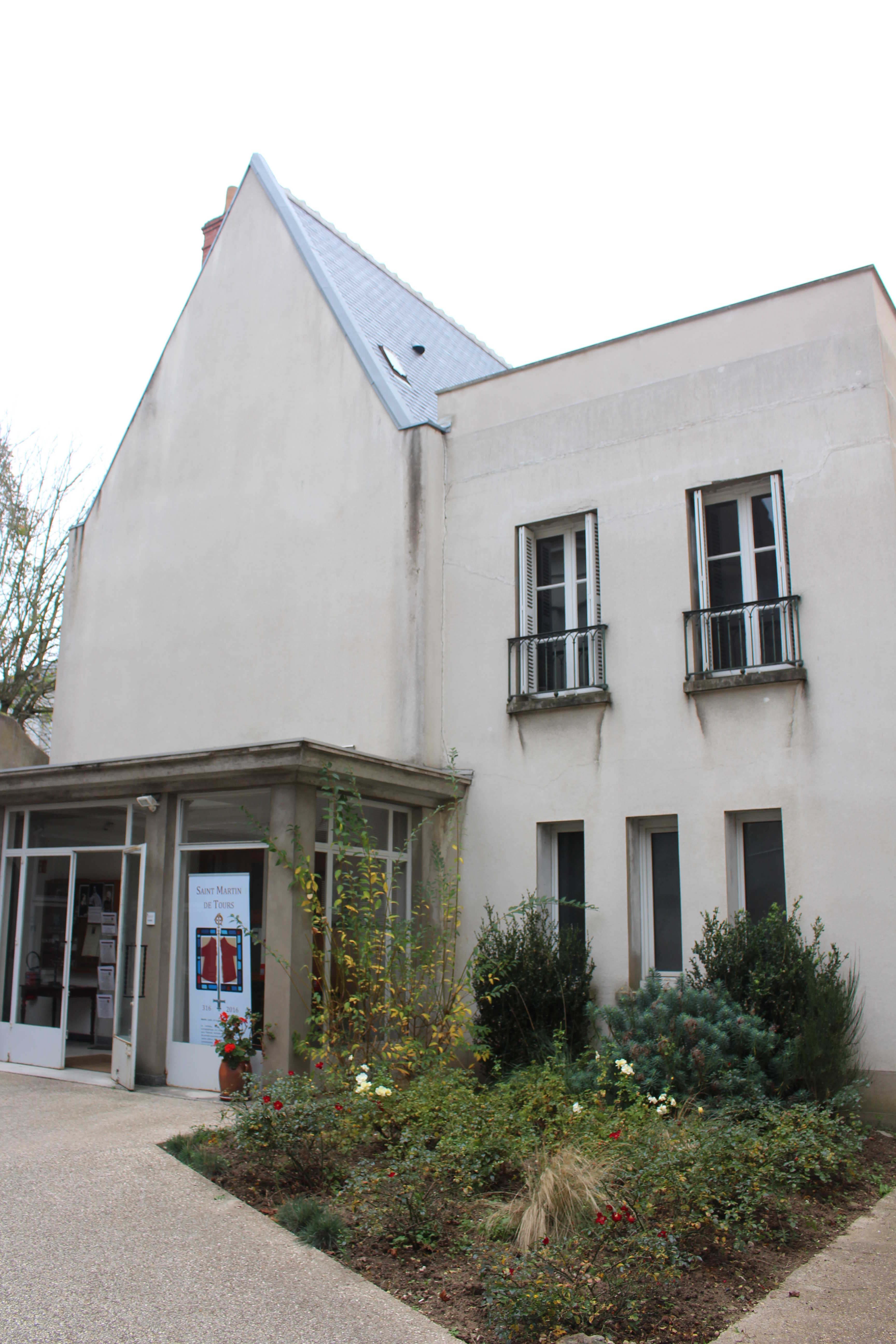
Ehemaliges Wohnhaus von Leo Dupont
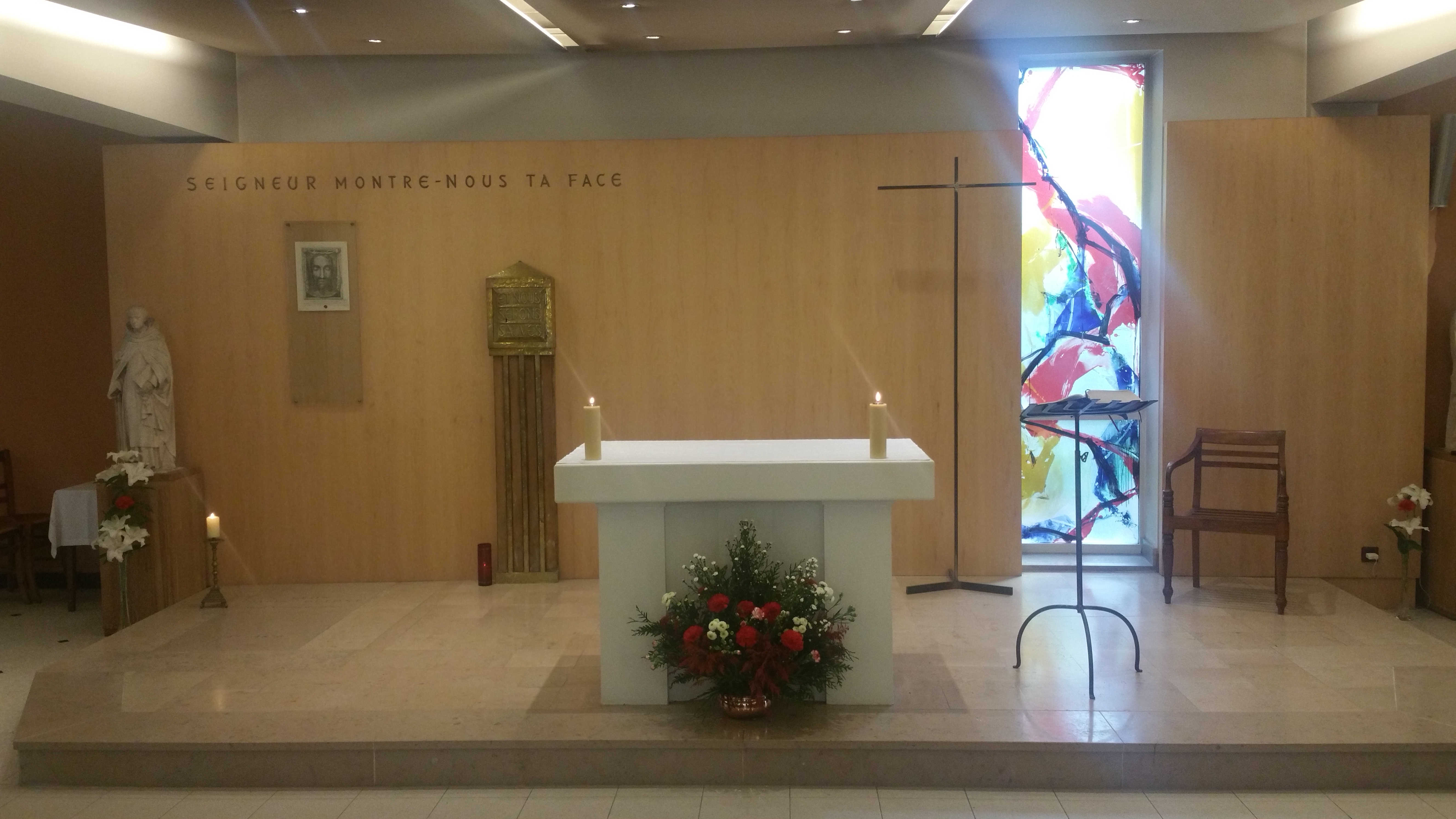
Kapelle des Oratoriums im ehemaligen Salon von Leo Dupont
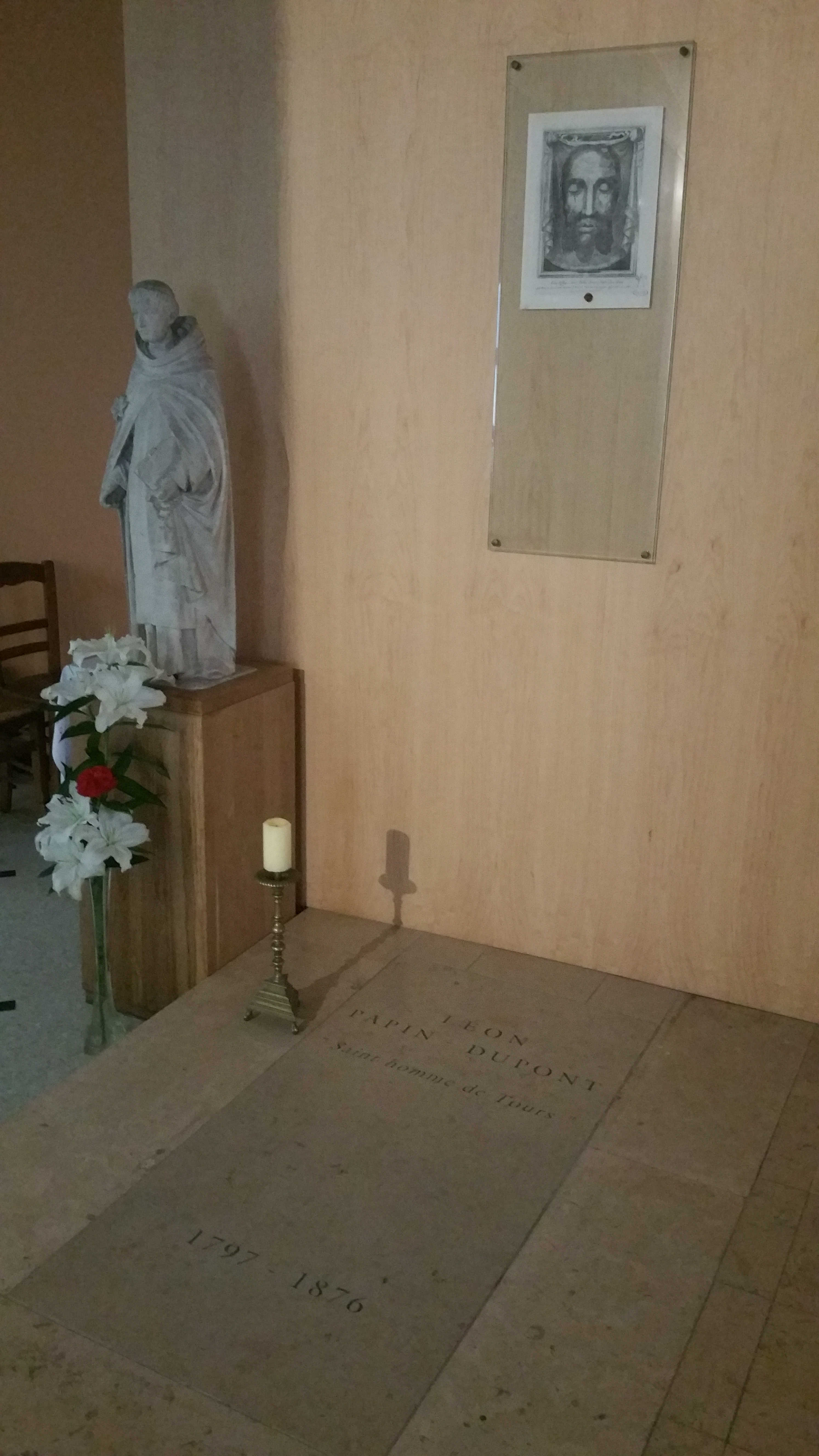
Das Grab von Leo Dupont in der Kapelle des Oratoriums
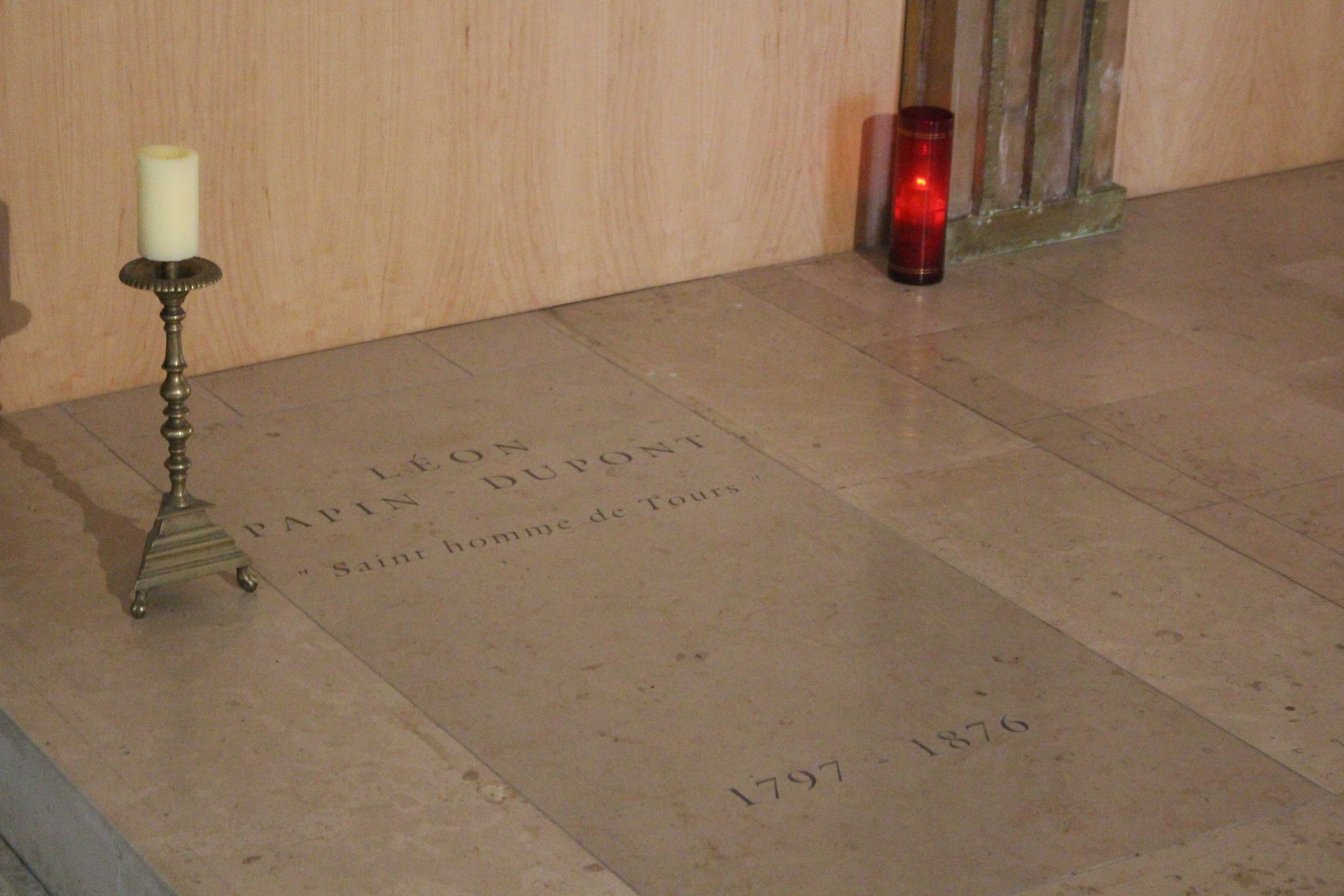
Grabplatte von Leo Dupont
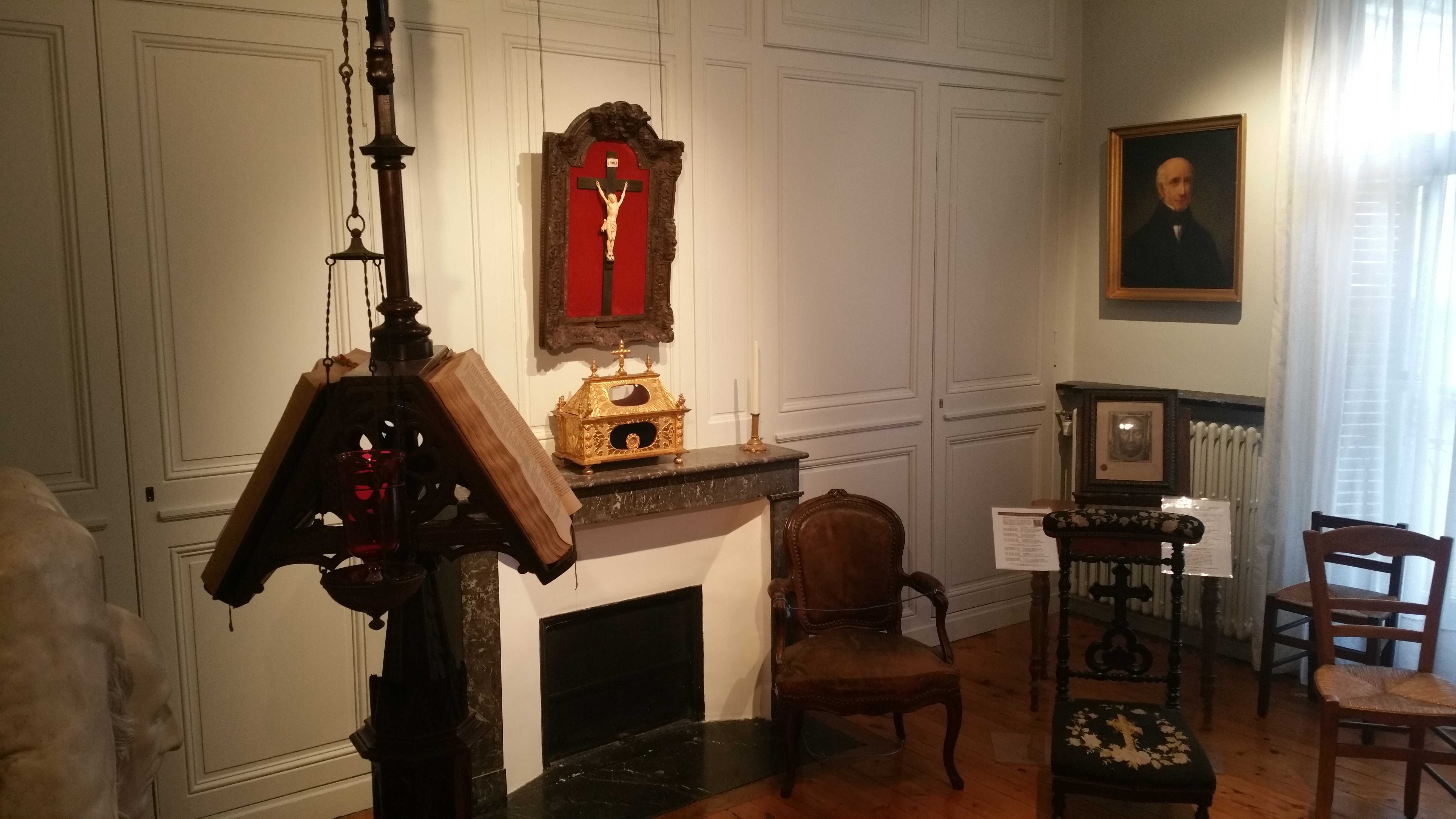
Sterbezimmer von Leo Dupont im Obergeschoss seines Wohnhauses, über dem Salon/der Kapelle
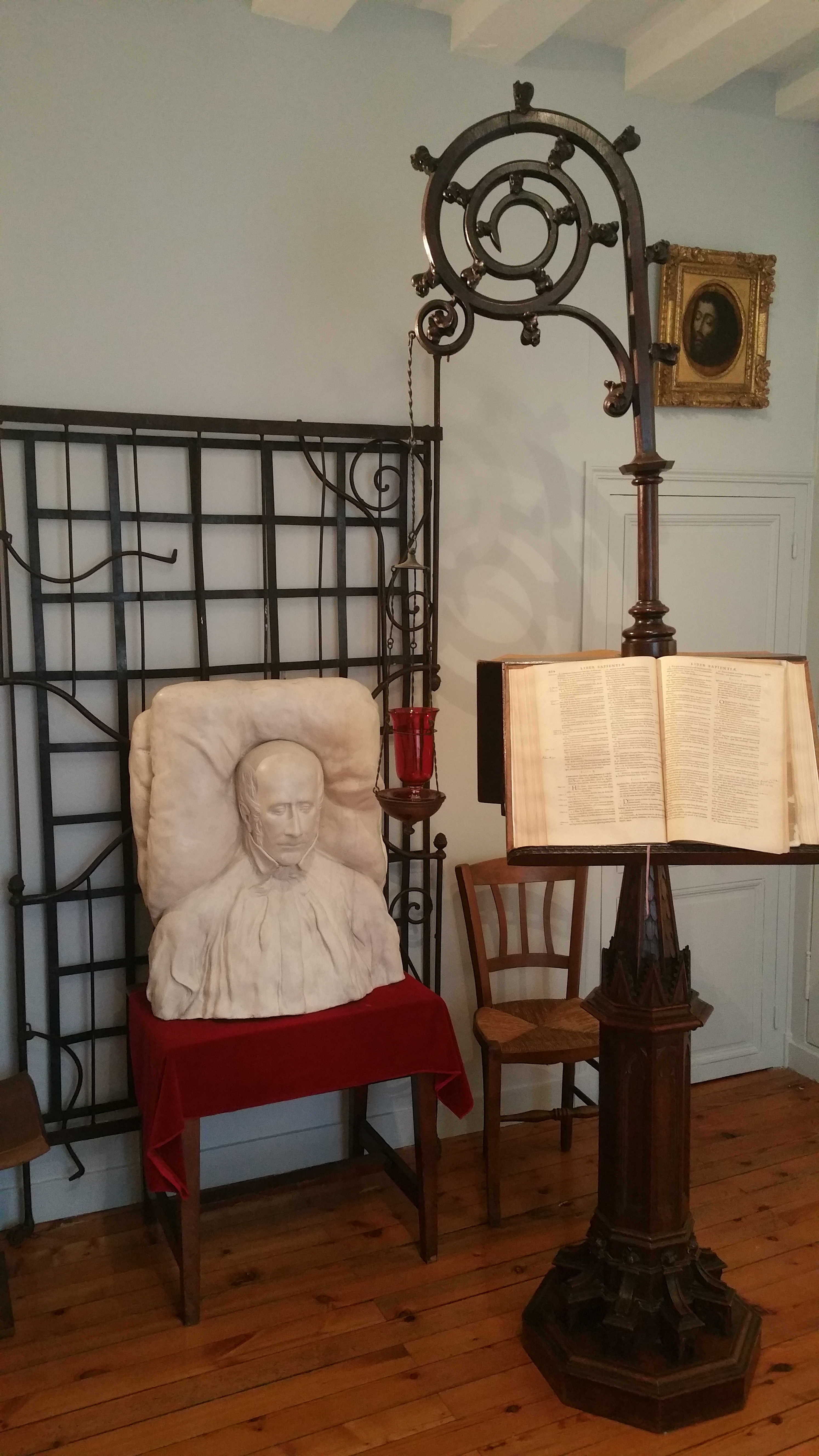
Zusammengeklapptes Sterbebett von Leo Dupont mit dem Lesepult, das in seinem Salon stand
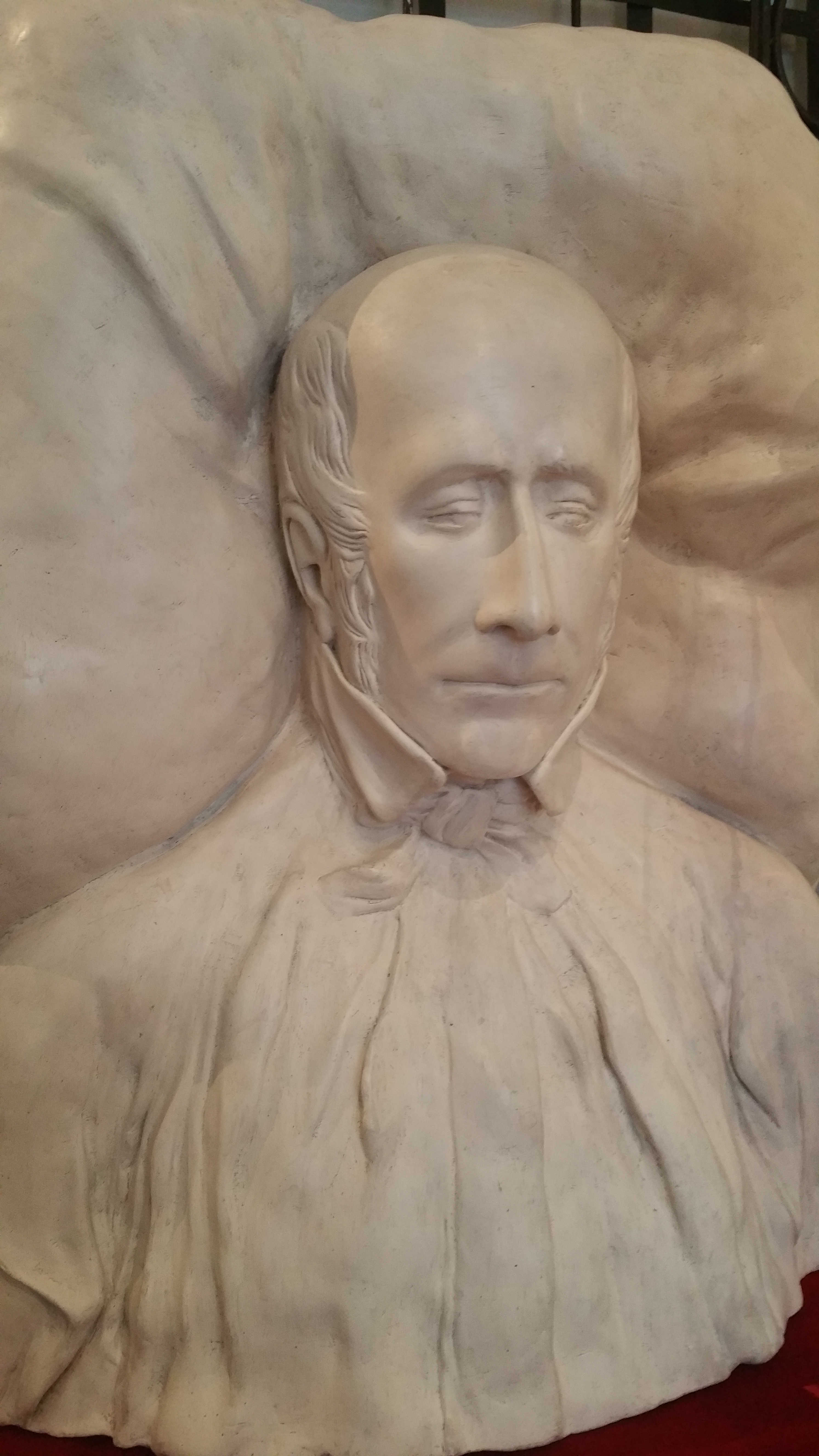
Totenbüste von Leo Dupont

## Spirituelle Werke

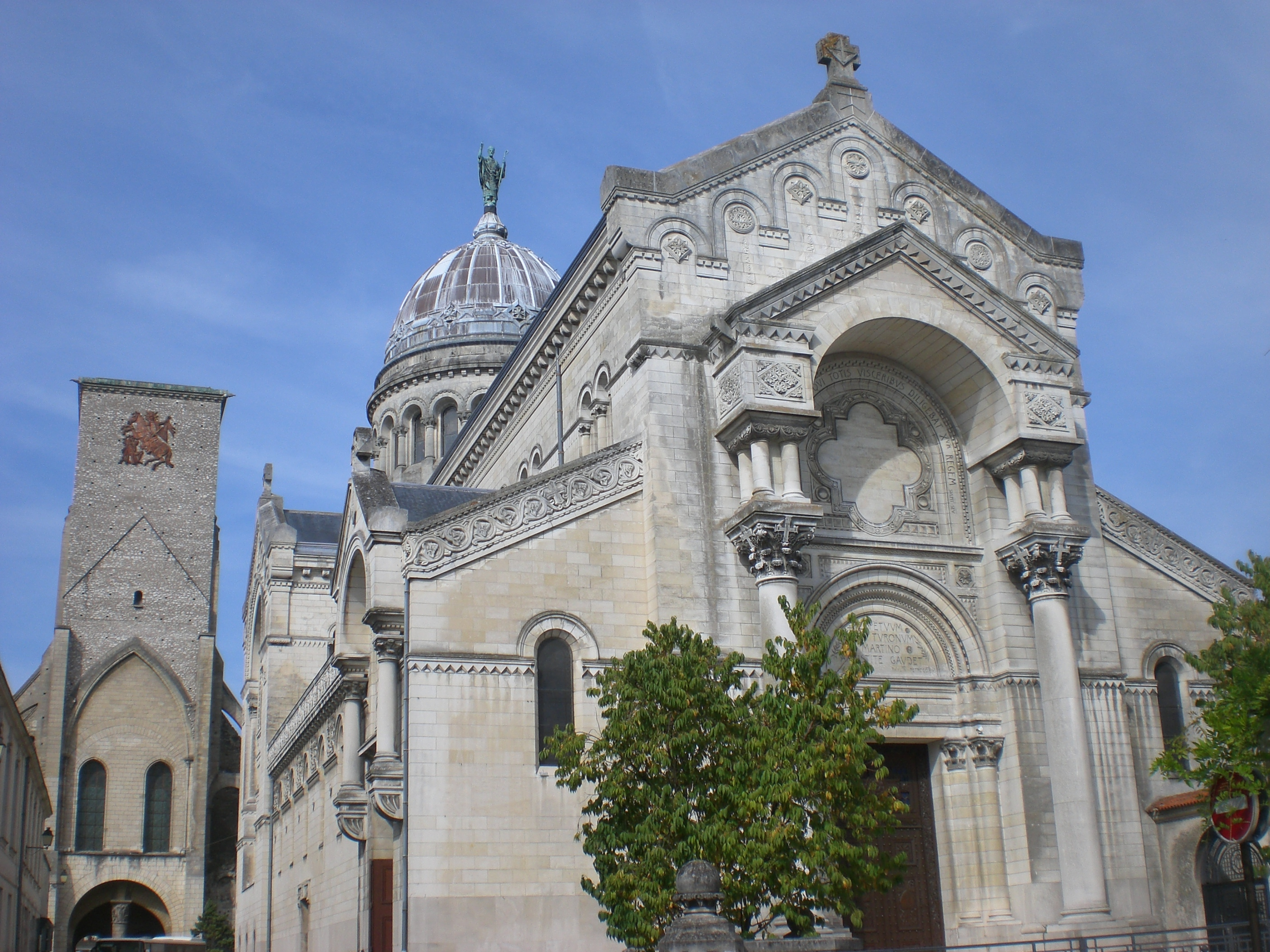
Basilika St. Martin in Tours

Eine Kopie des Schweißtuchs der Veronika wurde von Leo Dupont in seinem Salon aufgehängt und verehrt. Auch heute noch wird ein solches Bild im Oratorium vom heiligen Antlitz in Tours verehrt.

### Sühneanbetung
Die nächtliche Sühneanbetung geht auf eine Initiative von Gläubigen in Paris zurück, die sich nach den Unruhen von 1848 zur eucharistischen Anbetung versammelten, um Wiedergutmachung für die Sünden der Menschen darzubringen und für die Umkehr der Sünder zu beten. Zunächst versammelten sich junge Mädchen und Frauen in der Karmelitinnenkirche in der Rue d´Enfer zu Gebetswachen. Ab dem 6. Dezember 1848 versammelten sich Männer auf Initiative des konvertierten Juden Hermann Cohen in der Kirche Notre-Dame-des-Victoires zur nächtlichen Anbetung. Bereits zwei Monate später, am 2. Februar 1849, erhielt Leo Dupont von Monseigneur Morlot, Erzbischof von Tours, die Erlaubnis, mit der nächtlichen Sühneanbetung in Tours zu beginnen. Von Tours aus verbreitete er das Werk der Sühneanbetung in zahlreiche Städte des Landes.

### Verehrung des hl. Martin von Tours
Die Basilika und das Kloster des heiligen Martin von Tours wurden während der Französischen Revolution zerstört. Damit ging auch die Verehrung des heiligen Martin in der Bevölkerung zurück. Über den Ruinen des Klosters und der Basilika wurde ein neues Wohnviertel errichtet. Eine Choleraepidemie im Jahr 1849 belebte die Verehrung des heiligen Martin wieder. Leo Dupont gründete 1850 ein Hilfswerk zu Ehren des Heiligen, die „Kleiderkammer des heiligen Martin“ für Arme und Bedürftige. Ein weiteres Ziel dieses Hilfswerks war der Wiederaufbau der Basilika über dem Grab des Heiligen, das auf Initiative von Leo Dupont bei Straßenbauarbeiten am 14. Dezember 1860 wieder freigelegt wurde.

### Verehrung des heiligen Antlitzes
Die Verehrung des heiligsten Antlitzes Jesu Christi lernte Leo Dupont durch den Karmel von Tours kennen, der sich in der Nachbarschaft zu seinem Wohnhaus befand. Dem Karmel war Leo Dupont verbunden als Beistand in rechtlichen Fragen sowie durch finanzielle Unterstützung der Schwestern. Eine junge Karmelitin, Schwester Maria vom heiligen Petrus (1816–1848), hatte seit 1843 himmlische Botschaften empfangen, die sie aufforderten, die Kränkungen des Herrn wiedergutzumachen, indem sie die Verehrung des heiligen Namens Gottes, der Kindheit Jesu sowie des durch die Passion geschmähten und geschundenen heiligsten Antlitzes Jesu verbreitete. Leo Dupont setzte diese Mission nach dem Tod der Schwester fort. Am Palmsonntag des Jahres 1851 übergab ihm die Priorin des Karmels eine Kopie des Schweißtuchs der heiligen Veronika, das im Petersdom aufbewahrt und verehrt wird. Diese Kopie wurde an das Schweißtuch im Petersdom gehalten und dadurch zu einer Berührungsreliquie. Leo Dupont stellte das Antlitz-Bild in seinem Salon auf und eine Öllampe daneben, die Tag und Nacht brannte. Dadurch wollte er seine Besucher zu Fragen anregen und ihnen von der Antlitz-Verehrung zur Sühne der Schmähung des Gottesnamens und der Entheiligung des Sonntags erzählen. Bereits am Karsamstag kam es zu einer ersten wundersamen Heilung, als eine junge Frau vor dem Antlitz betete und ihre schmerzenden Augen mit Öl aus der Lampe salbte, worauf die Schmerzen verschwanden. Eine Vielzahl von Heilungen ereigneten sich im Salon von Leo Dupont, von denen unzählige Krücken und Gehhilfen an den Wänden Zeugnis gaben. Bis zu dreihundert Personen kamen täglich in den Salon, um vor dem Bild des heiligsten Antlitzes zu beten, sich mit dem Öl der Lampe zu salben und dann zur Beichte und zur Kommunion zu gehen. Der Salon von Leo Dupont wurde nach Ars der meistfrequentierte Wallfahrtsort in Frankreich zu dieser Zeit. Auch über Frankreich hinaus verbreitete sich der Ruf des Antlitz-Bildes von Tours. Bis 1854 verteilte und verschickte Leo Dupont über 60.000 Fläschchen mit Öl und über 25.000 Drucke des Antlitz-Bildes.

## Nachwirkung
Bei der Beerdigung von Leo Dupont gab die ganze Stadt dem „heiligen Mann von Tours“ das letzte Geleit.
Am 29. Juli 1876 gab der Erzbischof von Tours Charles Théodore Colet die Erlaubnis, in dem Salon von Leo Dupont eine Kapelle einzurichten, wo auch weiterhin das Antlitz-Bild verehrt werden sollte. Zur Betreuung des Oratoriums vom heiligen Antlitz entstand die Priestergemeinschaft vom heiligen Antlitz. Am 25. Oktober 1884 errichtete Erzbischof Guillaume René Meignan die „Bruderschaft vom heiligsten Antlitz“, die nur ein Jahr danach, am 1. Oktober 1885, von Papst Leo XIII. in den Rang einer Erzbruderschaft erhoben wurde.
Heute betreuen Dominikaner das Oratorium vom heiligen Antlitz.

## Seligsprechungsprozess
Leo Dupont wurde bereits zu Lebzeiten von seinen Mitmenschen „der heilige Mann von Tours“ genannt. Nach seinem Tod wurde im Jahr 1891 der Seligsprechungsprozess in der Diözese Tours eröffnet. Am 21. Juni 1939 wurde der Fall an die römische Kongregation für die Selig- und Heiligsprechungen weitergegeben. Am 21. März 1983 bestätigte Papst Johannes Paul II. ihm den heroischen Tugendgrad. Seitdem darf Leo Dupont als Ehrwürdiger Diener Gottes verehrt werden. Voraussetzung für die Seligsprechung sind nun noch ein Wunder auf die Fürsprache Leo Duponts sowie die anhaltende Verehrung durch die Gläubigen.